# Bjørnstjerne Bjørnson
Bjørnstjerne Martinius Bjørnson (Kvikne, Hedmark, 8 december 1832 – Parijs, 26 april 1910) was een Noorse schrijver, dichter, journalist en politicus.

## Leven en werk
Bjørnson was de zoon van een plattelandspredikant, bezocht het gymnasium in Kristiania (nu Oslo) en brak in 1854 zijn studie af om journalist te worden. Van 1857 tot 1859 was hij directeur van de Noorse schouwburg in Bergen om daarna toe te treden tot de redactie van Aftenbladet. Van 1860 tot 1863 maakte hij een studiereis naar Duitsland en Italië, waarna nog veel buitenlandse reizen volgden. Van 1880 tot 1881 bereisde hij de Verenigde Staten en daarna ging hij wonen in Parijs. Hij pendelde vanaf 1887 ook veelvuldig op en neer naar zijn hofstede in Lillehammer, in zijn geliefde Noorwegen. Hij stierf ook in Parijs, maar werd in Kristiania begraven.
Als literator verwierf Bjørnson bekendheid als episch poëet, toneelschrijver en romanschrijver. Tot zijn bekendste werken behoren het drama Sigurd Slembe (1862) en de historische roman Maria Stuart i Skottland (1864). Hij schreef ook de tekst van het Noorse volkslied Ja, vi elsker dette landet, waarvan zijn neef Rikard Nordraak de componist is. Verder werkte hij samen met Edvard Grieg, die onder meer de toneelmuziek schreef voor Sigurd Jorsalfar (1872). In Parijs werd Bjørnson sterk beïnvloed door het Franse realisme (Victor Hugo), maar bijvoorbeeld ook door Georg Brandes. Mede vanuit deze nieuwe invloeden groeide hij uiteindelijk uit tot een der grootste vernieuwers van de Noorse literatuur.
Met Henrik Ibsen, Jonas Lie en Alexander Kielland wordt hij gerekend tot de Grote Vier van de 19e-eeuwse Noorse letterkunde. In 1903 ontving hij de Nobelprijs voor Literatuur.
Bjørnson was behalve als schrijver ook als politicus een toonaangevende kracht in het toenmalige Noorwegen. Hij was fel republikein, toonde zich voorstander van het pangermanisme, zette zich in voor het algemeen kiesrecht in Noorwegen en verzette zich tegen de macht van de (staats)kerk. In cultureel opzicht keerde hij zich fors tegen de toen in Noorwegen sterk voelbare invloed vanuit de Deense cultuur. Ook nam hij geregeld stelling in internationale kwesties, onder meer tijdens de Dreyfusaffaire, waarin hij nadrukkelijk partij koos voor Alfred Dreyfus.
Bjørnson had vanaf 1856 wellicht een relatie met theaterrecensent Clemens Petersen en had ook contacten met acteur Ivar Bye, Hans Christian Andersen en Herman Bang die waarschijnlijk ook allen vielen op mannen. Ook steunde hij Magnus Hirschveld in zijn pogingen de Duitse wetgeving op gebied van homoseksualiteit te versoepelen.

### Epische gedichten, vertellingen, romans
- Synnøve Solbakken, 1857
- Mellem Slagene, 1857
- Halte Hulda, 1858
- Arne, 1859
- Smaastykker, 1860
- Kong Sverre, 1861
- Maria Stuart i Skottland, 1864
- De Nygifte, 1865
- Fiskerjenten, 1868
- Digte og Sange, 1870
- Arnljot Gelline, epos 1870
- Fortællinger I-II, 1872
- Brudeslaaten, 1872 (vertaald als Het bruiloftslied en Het bruidslied)
- Kong Eystejn, 1873
- Magnhild, 1877
- Kaptejn Mansana, 1879

- Støv, 1882

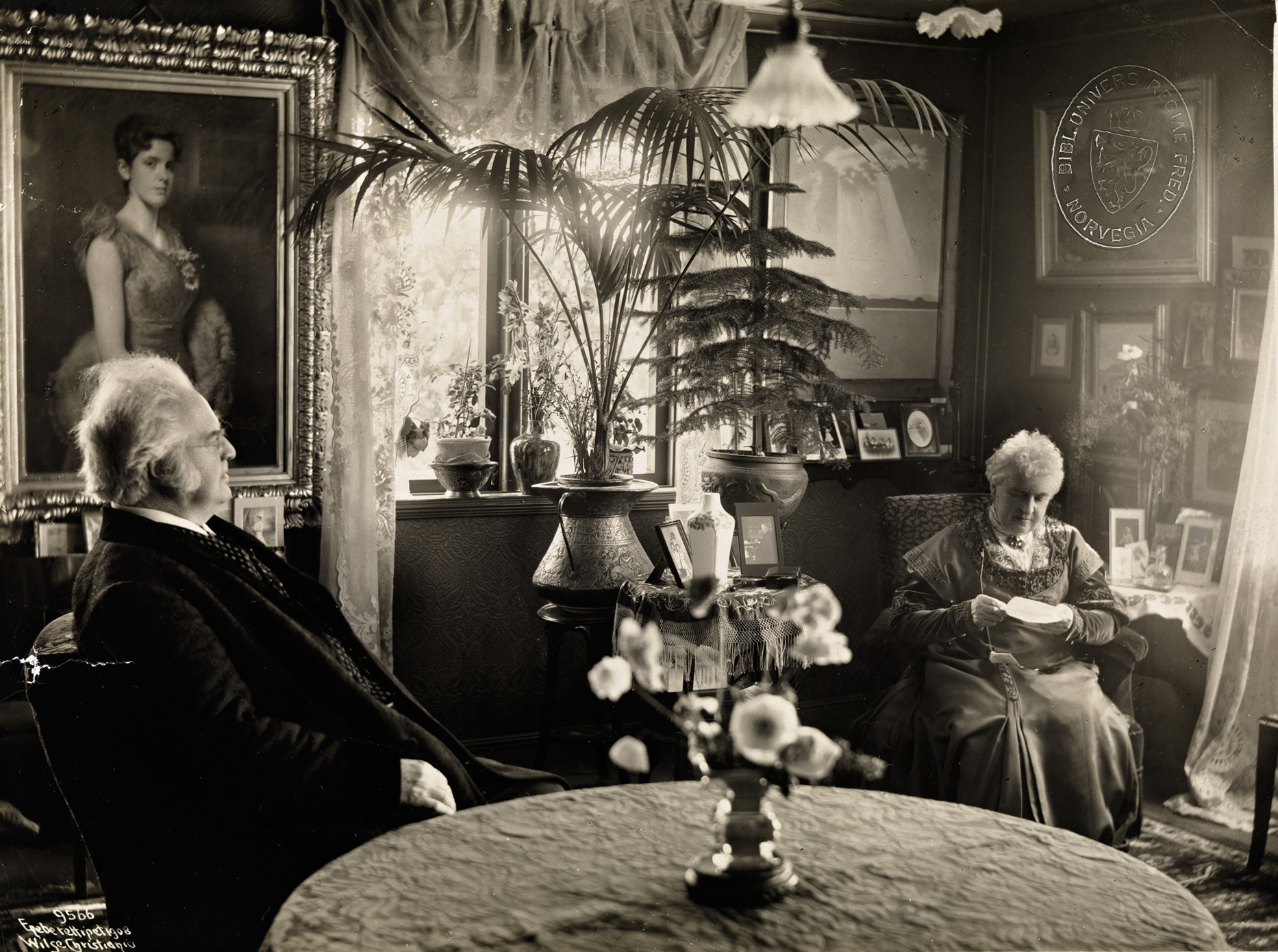
Bjørnson en zijn vrouw Karoline, 1908

- Det flager i Byen og paa Havnen, 1884 (vertaald als Vlaggen in stad en haven)
- Paa Guds Veje, 1889
- Nye Fortællinger, 1893
- Lyset, 1895
- To Fortællinger, 1901
- Daglannet, 1904
- Mary, 1906

### Theater
- Sigurd Slembe, 1862
- Sigurd Jorsalfar, 1872
- En fallitt, 1875
- Redaktøren, 1875
- Kongen, 1877
- Leonarda, 1879
- Det nye System, 1879
- Over Ævne I. 1883
- En Hanske, 1883
- Geografi og Kærlighed, 1885
- Over Ævne II 1895
- Paul Lange og Tora Parsberg 1898
- Laboremus 1901
- På Storhove 1902
- Når den ny vin blomstrer 1909